# Bissy-la-Mâconnaise
Bissy-la-Mâconnaise – miejscowość i gmina we Francji, w regionie Burgundia-Franche-Comté, w departamencie Saona i Loara.
Według danych na rok 1990 gminę zamieszkiwało 158 osób, a gęstość zaludnienia wynosiła 32 osoby/km² (wśród 2044 gmin Burgundii Bissy-la-Mâconnaise plasuje się na 753. miejscu pod względem liczby ludności, natomiast pod względem powierzchni na miejscu 1239.).